# Fluorid kaliforničitý
Fluorid kaliforničitý je anorganická sloučenina s chemickým vzorcem CfF4.

## Příprava
Fluorid kaliforničitý může být připraven reakcí oxidu kalifornitého s fluorem při 400 °C:
2 Cf2O3 + 8 F2 → 4 CfF4 + 3 O2
Fluorid kaliforničitý může také vznikat β-rozpadem fluoridu berkeličitého (249BkF4).

## Vlastnosti
Fluorid kalifornitý je světle zelená, radioaktivní pevná látka. Krystalizuje v jednoklonné soustavě s prostorovou grupou C2/c (Číslo 15). Krystalová struktura je podobná struktuře fluoridu uraničitému.
Fluorid kaliforničitý při zahřátí uvolňuje fluor a tvoří fluorid kalifornitý:
2 CfF4 → 2 CfF3 + F2